# Rimpelen

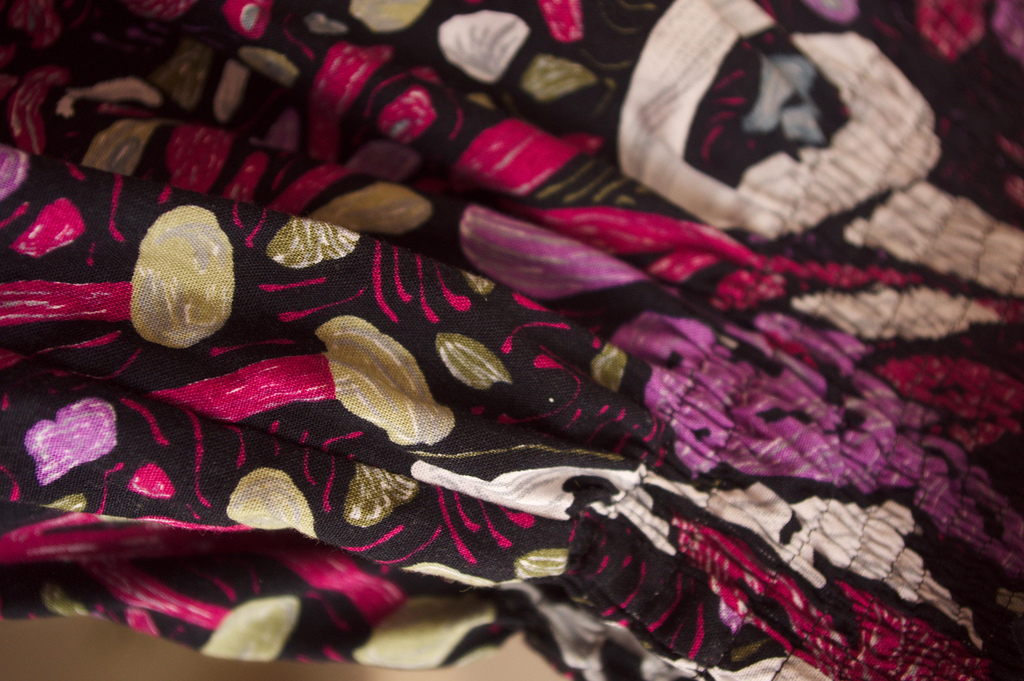
Machinaal gemaakte plooisteken rechts op deze foto. Door deze aan te trekken en af te hechten ontstaan de rimpels in de stof.

Rimpelen is een techniek om kleine plooien in een kledingstuk te maken. Voor het rimpelen wordt de plooisteek gebruikt. Het doel van het rimpelen is om een langere lengte stof in te korten, zodat deze aan een kortere rand kan worden vastgemaakt.

## Plooisteek toepassen om te rimpelen
Met een lange draad rijggaren wordt een rij rijgsteken gemaakt zonder deze af te hechten. Een lang stuk garen blijft zowel aan het begin als aan het eind hangen. Vervolgens wordt een tweede rij rijgsteken gemaakt, iets onder de eerste rij. Door de rijgdraden aan beide zijden aan te trekken gaat de stof rimpelen of plooien. Dit gebeurt tot de gewenste afmeting bereikt is.

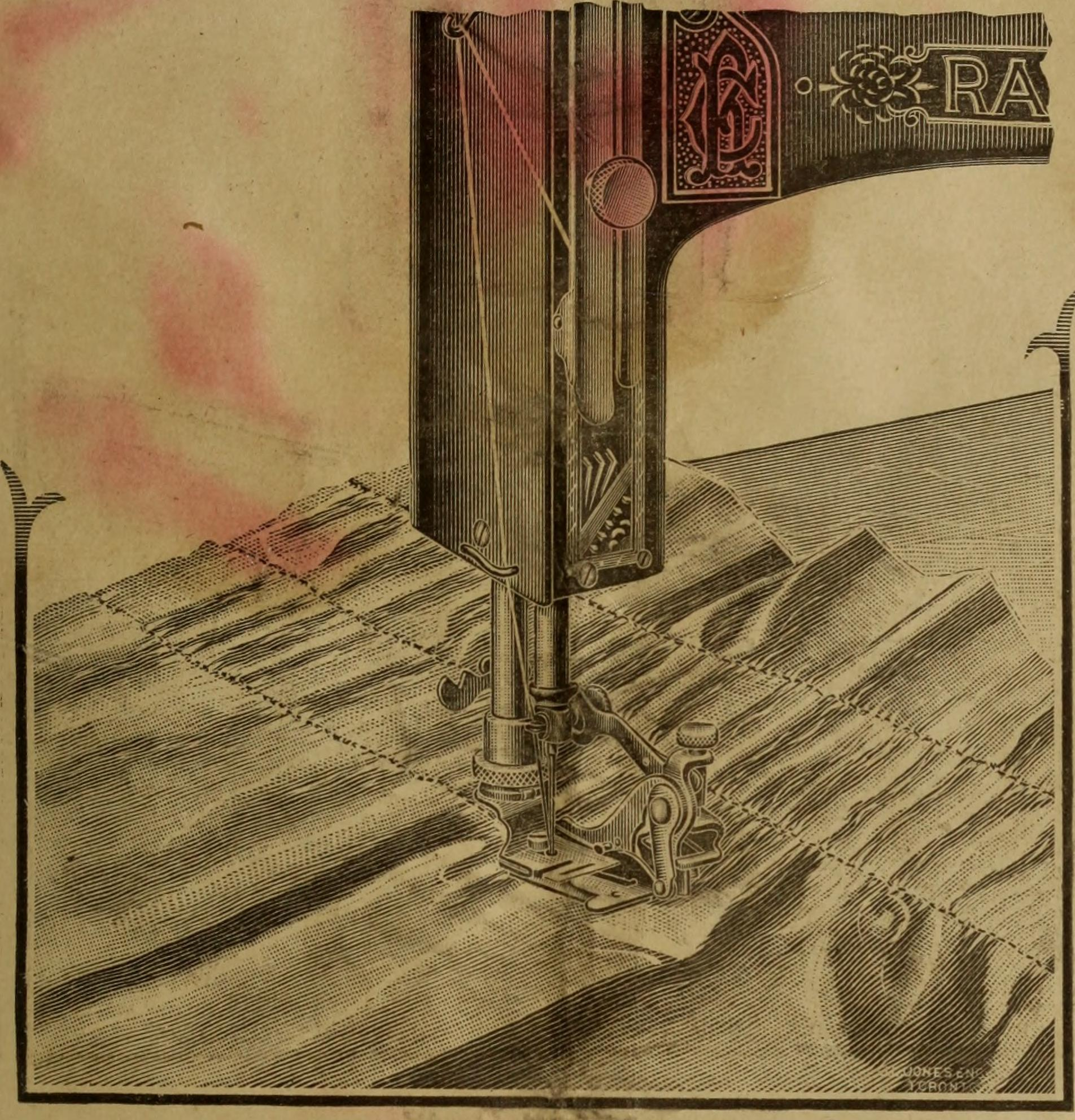
Rimpelen met een naaimachine (1902). Het principe is op dit moment niet veranderd.

Het rimpelen kan ook met een naaimachine gedaan worden; daartoe wordt de langst mogelijke steek gebruikt evenals een lage draadspanning. Nadat de enkele stof een aantal malen gestikt is wordt de spoeldraad aangetrokken. De plooisteken blijven in dit geval ook wel staan nadat het kledingstuk gereed is.
Na het rangschikken van de gemaakte plooien voor een gewenst eindresultaat kan de gerimpelde stof verder verwerkt worden. Zo wordt de gerimpelde stof aan een band gezet in geval van een rok, of in het armsgat van een lijfje gezet, in geval van een pofmouw voor een blouse. Na het stikken worden de rijgdraden verwijderd.

## Koord toepassen om te rimpelen
Een andere methode is het toepassen van een koord. Er wordt een tunnel genaaid in de stof, waardoor een koord geregen wordt. Het koord wordt vervolgens aangetrokken zodat rimpels ontstaan. Een andere methode was om het koord met een zigzagsteek met behulp van de naaimachine vast te zetten. Naar keuze kan het koord blijven zitten of verwijderd worden zodra het kledingstuk gereed is.